# Aspres-sur-Buëch
Aspres-sur-Buëch település Franciaországban, Hautes-Alpes megyében. Lakosainak száma 802 fő (2022. január 1.). Aspres-sur-Buëch Aspremont, Chabestan, La Faurie, Montmaur, Oze, Saint-Julien-en-Beauchêne, Saint-Pierre-d’Argençon, Veynes és Dévoluy községekkel határos.

## Népesség
A település népességének változása:
| Lakosok száma | 750  | 773  | 743  | 722  | 827  | 832  | 821  | 803  | 802  | 802  |
|               | 1968 | 1982 | 1990 | 2006 | 2013 | 2015 | 2017 | 2019 | 2020 | 2022 |